# Abbott Lawrence Rotch

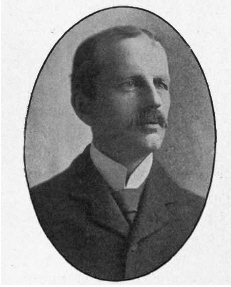
Abbott Lawrence Rotch.

Abbott Lawrence Rotch, född 6 januari 1861 i Boston, Massachusetts, död där 7 april 1912, var en amerikansk meteorolog.
Rotch blev baccalaureus vid Massachusetts Institute of Technology 1885. Han inköpte ett stort område, Blue Hills, nära Boston, där han på egen bekostnad byggde och underhöll ett förstklassigt meteorologiskt observatorium, Blue Hill Observatory. Där utförde han molnmätningar (enligt Nils Ekholms metod) och sedermera meteorologiska iakttagelser med självregistrerande instrument upplyfta av drakar. Rotch publicerade 1887 sina iakttagelser i "Annals of the Harvard College Observatory". Under 1890-talet utförde han också dylika undersökningar på Atlanten och över den amerikanska kontinenten.
År 1896 utnämndes han till professor vid Harvard College, till vilket han testamenterade sitt observatorium till jämte 50 000 dollar till dess underhåll.